# Adail Cavalcanti
Adail Barreto Cavalcanti, ou apenas Adail Cavalcanti, (Iguatu, 13 de julho de 1914 – Fortaleza, 11 de novembro de 1982) foi um advogado e político brasileiro, outrora deputado federal pelo Ceará.

## Dados biográficos
Filho de Júlio Cavalcanti e Júlia Barreto Cavalcanti. Líder do Centro Estudantil Cearense, tornou-se funcionário do Tribunal de Contas do Ceará em 1935, formando-se advogado pela Universidade Federal do Ceará em 1938. No ano seguinte assumiu a Inspetoria das Municipalidades da Secretaria de Justiça e em 1945 tornou-se o titular da Delegacia de Investigações e Capturas. Nesse mesmo ano ingressou na UDN, sendo eleito deputado estadual em 1947 e deputado federal em 1950, 1954 e 1958.
Membro da Liga de Emancipação Nacional e da Frente Parlamentar Nacionalista durante o governo Juscelino Kubitschek, acabou filiado ao PTB. Derrotado por Virgílio Távora ao disputar o governo cearense em 1962, renovou o mandato de deputado federal na mesma oportunidade graças a uma permissão legal. Cassado pelo Regime Militar de 1964 em 9 de abril daquele ano através do Ato Institucional Número Um, teve os direitos políticos suspensos durante dez anos, regressando à cena pública como candidato a deputado federal pelo PMDB em 1982, mas faleceu quatro dias antes do pleito.